# Zuidwesthoek (Noord-Brabant)
De Zuidwesthoek is een regio in Noord-Brabant. Deze regio valt onder de gemeente Woensdrecht en bestaat uit Ossendrecht, Hoogerheide, Putte, Huijbergen en Woensdrecht.